# Władimir Iwanow (lekkoatleta)
Władimir Wasiłew Iwanow (buł. Владимир Василев Иванов, ur. 23 kwietnia 1955 w Sofii, zm. 26 listopada 2020 tamże) – bułgarski lekkoatleta, sprinter, olimpijczyk.

## Kariera sportowa
Zajął 8. miejsce w biegu na 200 metrów na mistrzostwach Europy w 1978 w Pradze, a bułgarska sztafeta 4 × 100 metrów z jego udziałem nie ukończyła biegu eliminacyjnego. Odpadł w eliminacjach biegu na 400 metrów na halowych mistrzostwach Europy w 1980 w Sindelfingen.
Na igrzyskach olimpijskich w 1980 w Moskwie zajął 6. miejsce w sztafecie 4 × 100 metrów oraz odpadł w ćwierćfinale biegu na 200 metrów. Trzykrotnie zwyciężał w biegu na 200 metrów podczas mistrzostw krajów bałkańskich w 1978, 1979 i 1982.
Był mistrzem Bułgarii w biegu na 100 metrów w 1975 oraz w biegu na 200 metrów w 1979 i 1980, a także halowym mistrzem swego kraju w biegu na 400 metrów w 1980.
Dwukrotnie poprawiał rekord Bułgarii w biegu na 200  metrów do czasu 20,74 s, uzyskanego 10 września 1979 w Meksyku oraz trzykrotnie w sztafecie 4 × 100 metrów do wyniku 38,99 s, osiągniętego 1 sierpnia 1980 w Moskwie. Ten ostatni rezultat jest aktualnym (listopad 2020) rekordm Bułgarii.

## Rodzina
Żoną Iwanowa była Lilana Panajotowa, bułgarska lekkoatletka sprinterka, olimpijka z 1976 i 1980. Mieli dwie córki. Jedna z nich Nora Iwanowa była mistrzynią Europy juniorów w 1995, później reprezentującą Turcję i Austrię.